# رعاية الموتى
رعاية الموتى (أيضًا رعاية جثث الموتى أو رعاية الموتى أو رعاية ما بعد الوفاة) هي تخطيط وتوفير وتحسين خدمات ومنتجات وسياسات وحوكمة ما بعد الوفاة. في وظائف رعاية الموتى لوصف مجال العاملين في رعاية الموتى، والأحكام والضوابط المحيطة بتوفير رعاة الموتى كمجال متعدد التخصصات للدراسة الأكاديمية.
رعاية الموتى، من نقطة الموت السريري، تتسم بجدول زمني متنوع. غالبًا ما تتضمن النقطة الأولى من الرعاية المتخصصين في الرعاية الصحية الفورية والمستجيبين الأقرب إلى الشخص الذي توفي، بما في ذلك الأطباء والممرضات والعاملين في مجال الرعاية التلطيفية والعاملين في مجال رعاية الذين هم على وشك الموت. إن رعاية المتوفين لها مسار ثقافي وديني وشخصي. يمكن أن يشمل ذلك مجموعة من الشخصيات الدينية، والمتعهدين بدفن الموتى وتجهيز الجثث، وإلى حفظة القبور وكل هذه الأدوار التي تتشكل لما يمكن أن يعرف باسم عمال رعاية الموتى.

## علم أصول الكلمات
كلمة رعاية الموتى "ديثكير" (باللغة الإنجليزية: Deathcare): هو مصطلح مركب من كلمتين الموت والرعاية. يمكن أن تأخذ أيضًا شكل رعاية الموت "دث و كير" ومع ذلك يستخدم هذا في الغالب في الولايات المتحدة وكندا في أنجلوسفير، حيث مصطلح رعاية الموتى: هو مصطلح يستخدم في أنحاء العالم الإنكليزي، ويعكس نوعًا من أنواع الرعاية الصحية في بريطانيا، وأستراليا، والهند… إلخ.

## التاريخ
كان تقديم رعاية الموتى جزءًا تاريخيًا وغالبًا ما يستمر في كونه ممارسة لا مركزية ومتنوعة للغاية تجمع بين عدة جهات فاعلة ومراحل. مع ذلك، فإن الاتجاهات في مقدمي ومتعهدي رعاية الموتى موجودة على مدار العصور المختلفة، وفي الفترة التي سبقت الحرب الأهلية الأمريكية، على سبيل المثال، جرى تنفيذ غالبية رعاية المتوفى من قبل أفراد عائلة المتوفى وعلى وجه التحديد النساء. كان من المتوقع من النساء في الأسرة، كجزء من واجباتهن المنزلية، الإشراف على تنفيذ التعقيم، واللباس، ودفن جثث أسرهن في نهاية المطاف. ومع ذلك، بعد عدد الوفيات خلال الحرب الأهلية، أصبحت ممارسة التحنيط شائعة، إذ كان لا بد من الحفاظ على الجنود الذين سقطوا لنقل جثثهم لمسافات شاسعة من ساحة المعركة إلى مسقط رأسهم. بعد الحرب، أصبح من المعتاد أن يجري تجهيز جثث الأحباء والعناية بها من قبل القائمين على دفن الموتى، ومساحات للخدمات التي سيقدمها المسؤولون عن المنازل الجنائزية. بالتزامن مع احتراف مجال تجهيز الجنائز، غيرت التطورات في المجال الطبي التوقعات حول مسار الأمراض المعدية. أي، بدلاً من الرعاية المريحة، بدأ مقدمو الخدمات الطبية في تقديم تدابير منقذة للحياة، وبالتالي لتغيير الحياة، على سبيل المثال، المضادات الحيوية. أدى ذلك إلى تغيير في التركيز على إيواء المرضى، فبدلاً من البقاء في المنزل، بدأ الناس يعتمدون بشكل متزايد على المستشفيات كمكان للشفاء، لا سيما في المناطق الحضرية حيث كان الوصول إلى المستشفيات أسهل، أدى ذلك حتماً إلى حدوث نسبة أكبر من الوفيات في المستشفيات بدلاً من المنزل، وبالتالي تعزيز التحول من الرعاية المنزلية إلى الرعاية المهنية الجنائزية المنزلية للمتوفى في المناطق الحضرية في الغرب.
في بلدان أخرى، تختلف الممارسات الاجتماعية حول رعاية الموت مقارنة بالولايات المتحدة. على سبيل المثال، في الثقافة الهندوسية، مُنعت النساء من حضور طقوس حرق الجثث، وحتى من لمس المتوفى. قبل الحرب العالمية الثانية في بريطانيا، كانت المرأة مسؤولة بشكل عام عن وضع الجسد، ولكن بعد الحرب مُنعت من القيام بمثل هذا الدور نظرًا للاحتراف الملائم لمجال رعاية الموتى.

### فيالقرن العشرين
خاصة مع الظواهر الاجتماعية مثل نمو دولة الرفاهية وتحضر المراكز السكانية، فقد ارتفعت مشاركة الحكومة المركزية في عملية رعاية الموت مع ظهور التحديات المجتمعية لرعاية الموتى.

### فيالقرن الحادي والعشرين
تتضمن أمثلة المشاركة في سياسة الحكومة تأثير طرق الدفن الجديدة مثل التسميد البشري على ضغوط مثل يعد كوفيد-19 (باللغة الإنجليزية COVID-19) التي توضع على أولئك المتورطين في رعاية الموتى وكذلك أسرهم، بالإضافة إلى سياسة الحكومة. أثرت كوفيد-19 (باللغة الإنجليزية COVID-19) بشكل مباشر على المشاركين في رعاية الموت: فقد تبين أن مديري الجنازات زادوا من معدلات الإنها بعد الموجة الأولى من الوباء.

## التنفيذ

### الحكومة
غالبًا ما تكون الحكومات الوطنية والإقليمية مسؤولة عن توفير الإطار القانوني للعمل ضمن رعاية الموتى، بما في ذلك القوانين والتوجيهات بشأن تقنيات وممارسات رعاية الموتى والأفراد/ المنظمات المشاركة. ومع ذلك، فإن هذا له مستوى متفاوت من المنظمات غير الحكومية والقطاع الثالث والمنظمات الدينية والخاصة (مثل دور الجنازة) تشارك في تقديم وتشكيل سياسة وممارسات رعاية الموت. ومع ذلك، فإن معظم الأبحاث حول تفاعلات الدولة داخل رعاية الموت تقتصر على الولايات المتحدة، مع الحاجة إلى مزيد من البحث في مكان آخر.
يمكن أن تصبح الحكومات أيضًا نقطة محورية رئيسية لخدمات رعاية الموتى في مواقف محددة، مثل الوفيات في الجيش أو السجون أو في الأحداث غير العادية. يعد كوفيد-19 (باللغة الإنجليزية COVID-19) مثالاً على التدخل الحكومي العالمي لتوفير إدارة الوفيات الجماعية للتعامل مع الوفيات البشرية المرتفعة في جميع أنحاء العالم. وقد أثار هذا أيضًا قضايا عدم المساواة والظلم في رعاية الموت فقد جرى التعامل مع بعض الوفيات في جميع أنحاء الوباء على أنها "أكثر مأساوية" مقارنة بالآخرين، وجرى إبرازها على أنها إخفاق في القيم العامة حيث تطغو الإنتاجية الاقتصادية والقيمة الاجتماعية على الصحة العامة والإنسانية.

### المجال
ذكر المحللون أن مجال رعاية الموتى يمكن أن يقسم إلى ثلاثة أقسام: الجنازة والإشادة؛ التخلص من الرفات بالحرق أو الدفن؛ وإحياء الذكرى على شكل آثار أو نقوش مميزة أو فن تذكاري.
مجال رعاية الموتى هو قطاع متعدد العوامل والأنواع ولا يتحدد بشركة أو منظمة. تشمل هذه الأنواع من المراسم خدمة استخدام التوابيت وشواهد القبور ومحارق الجثث ودور الدفن. تتألف معظم صناعة خدمات الموت من شركات صغيرة جرى دمجها مع مرور الوقت.
هناك سوق عالمي لرعاية الموتى في المنتجات والخدمات والتأمين الذي يحيط بوفاة شخص ما. لقد أظهر هذا السوق نموًا ماليًا متوسعًا في السنوات من 2020 إلى 2021 مدعومًا بمعدل نمو سنوي مركب يبلغ 5.6٪. من المتوقع أن يستمر السوق في النمو إلى معدل نمو سنوي مركب يبلغ 8٪ بحلول عام 2025 متوقعًا أن يصل إلى قيمة 147.38 مليار دولار أمريكي ارتفاعًا من 103.93 مليار دولار أمريكي في عام 2020.
تأتي عملية رعاية الموتى بتكاليف متعددة للسماح ببعض الطقوس. بما في ذلك إزالة/ نقل الرفات إلى دور الجنائز (نحو 340 دولارًا)، التحنيط (740 دولارًا أمريكيًا)، استخدام السمع (340 دولارًا)، صندوق دفن المعادن (نحو 2500 دولارًا). قدرت التكلفة المتوسطة المقدرة للجنازة مع الدفن والجنازة من خلال بيان صحفي للهيئة الوطنية للغذاء والدواء بمبلغ 7640 دولارًا.
جرى تحديد مجمع مجال رعاية الموتى دي أي سي (DIC) كمفهوم يعكس مفهوم المجمع الصناعي العسكري، على الأقل في الولايات المتحدة وربما الدول الغربية كصناعة. تشوه رعاية الموتى الحديثة بشكل أساسي علاقة البشر بالفناء، ومن خلالها تشوه الطبيعة. يعد مجال رعاية الموتى في الولايات المتحدة مثيرًا للجدل بسبب ارتفاع التكاليف والتأثيرات البيئية السلبية.
يمكن رؤية الجهود المحلية لإصلاح وتقديم ممارسات رعاية الموت المبتكرة في حركات رعاية الموت الطبيعية مثل تحويل البشر إلى سماد للمدافن طبيعية.